# (8753) Nycticorax
(8753) Nycticorax ist ein Asteroid des inneren Hauptgürtels, der am 24. September 1960 von dem niederländischen Astronomenehepaar Cornelis Johannes van Houten und Ingrid van Houten-Groeneveld entdeckt wurde. Die Entdeckung geschah im Rahmen des Palomar-Leiden-Surveys, bei dem von Tom Gehrels mit dem 120-cm-Oschin-Schmidt-Teleskop des Palomar-Observatoriums aufgenommene Feldplatten an der Universität Leiden durchmustert wurden.
Der italienische Astronom Vincenzo Zappalà hat unter Zuhilfenahme einer hierarchischen Clusteranalyse in einer Publikation von 1995 (et al.) eine Zugehörigkeit des Asteroiden zur Nysa-Familie hochgerechnet, einer nach (44) Nysa benannten Gruppe von Asteroiden. Die Gruppe wird auch Hertha-Familie genannt, nach (135) Hertha.
(8753) Nycticorax ist nach dem Nachtreiher benannt, dessen wissenschaftlicher Name Nycticorax nycticorax lautet. Zum Zeitpunkt der Benennung des Asteroiden am 2. Februar 1999 befand sich der Nachtreiher auf der niederländischen Roten Liste gefährdeter Arten.